# 10261 Nikdollezhalʹ
10261 Nikdollezhalʹ este un asteroid din centura principală de asteroizi.

## Descriere
10261 Nikdollezhalʹ este un asteroid din centura principală de asteroizi. A fost descoperit pe 22 august 1974 la Observatorul de Astrofizică din Crimeea de Liudmila Juravliova. Asteroidul prezintă o orbită caracterizată de o semiaxă mare de 2,41 ua, o excentricitate de 0,26 și o înclinație de 9,3° în raport cu ecliptica.